# Jürgen Schröder (sportiv)
Jürgen Schröder (n. 6 martie 1940, Zielona Góra, Polonia) este un canotor ce a reprezentat Germania, medaliat olimpic. A participat la o ediție a Jocurilor Olimpice (1964) în care a câștigat o medalie de argint.

## Participări
Lista de mai jos prezintă principalele competiții la care a participat Jürgen Schröder de-a lungul carierei.
- rowing at the 1964 Summer Olympics – men's eight[*][5]